# Isabel Alçada
Isabel Alçada, pseudonimo di Maria Isabel Girão de Melo Veiga Vilar (Lisbona, 29 maggio 1950), è una scrittrice, insegnante e politica portoghese, nota per aver creato la serie per l'infanzia Adventure con Ana Maria Magalhães. È stata anche ministro dell'istruzione nel XVIII governo costituzionale del Portogallo.

## Biografia
È figlia di João de Melo Veiga (Lisbona, Santa Maria dos Olivais, 1917) e di sua moglie Maria Hermínia Ferreira Girão (Lisbona, São Nicolau, 8 aprile 1924).
Nel 1974 si laureò in filosofia, presso la Facoltà di Lettere dell'Università di Lisbona. Mentre era ancora studentessa, entrò nel Centro di psicologia e formazione nel 1973. Il 25 aprile fu ammessa al Ministero della pubblica istruzione, inizialmente come tecnico della Direzione generale permanente, nel 1975, poi passò al Segretariato di Ristrutturazione dell'istruzione secondaria, fino al 1976.
Nel 1976 assunse l'incarico di insegnante di istruzione secondaria. Dopo essere state colleghe presso la scuola Fernando Pessoa, Isabel e Ana Maria Magalhães iniziarono a scrivere libri per bambini come Un'avventura in città e Un'avventura nelle vacanze di Natale, nel 1982. Questa collezione, Un'Avventura, si rivelò un successo tra i giovani, arrivando a più di cinquanta titoli, con adattamenti per la televisione e la cinematografia.
Nel 1984 conseguì un master in Analisi sociale dell'educazione, presso l'Università di Boston. E nel 1985, ottenne la cattedra universitaria di professoressa presso l'Istituto politecnico di Lisbona.
Occupò gli incarichi di membro del Consiglio di amministrazione della scuola Fernando Pessoa, della Direzione dell'Unione degli insegnanti della Grande Lisbona, di amministratrice della Fondazione Serralves dal 2000 al 2004, e di commissario del Piano nazionale di Lettura dal 2006 al 2009. Nel 2009 ha prestato giuramento come Ministro dell'istruzione e delle scienze del Portogallo del XVIII governo costituzionale del Portogallo.

## Vita privata
Si sposò la prima volta a Lisbona, il 30 maggio 1968, con Fernando António de Figueiredo Alçada, con il quale ebbe una figlia, Vera Veiga Alçada. Ebbe un altro figlio da António Rodrigues Prazeres Falcão de Campos.
La seconda volta si sposò con Emílio Rui Vilar, il 5 luglio 2002.

## Onorificenze
Il 17 gennaio 2006, venne nominata Grand'Ufficiale dell’Ordine dell'infante Dom Henrique.

## Alcune pubblicazioni
- Ana Maria Magalhães, Isabel Alçada. 2012. Un'avventura sotterranea. 11ª edizione di Caminho Leya.
- Ana Maria Magalhães, Isabel Alçada. 2012. Un'isola da sogno. Ed. Caminho Leya.
- Ana Maria Magalhães, Isabel Alçada. 2012. Un'avventura fantastica. 6ª edizione di Caminho Leya.
- Ana Maria Magalhães, Isabel Alçada. 2012. Un'avventura in Egitto. 4ª edizione di Caminho Leya.
- Ana Maria Magalhães, Isabel Alçada. 2012. L' anno della peste nera. 10ª edizione di Caminho Leya.
- Ana Maria Magalhães, Isabel Alçada. 2012. Hanno ucciso il re. Sesta edizione di Caminho Leya.
- Ana Maria Magalhães, Isabel Alçada. 2012. Un odore di cannella. Sesta edizione di Caminho Leya,.
- Ana Maria Magalhães, Isabel Alçada. 2012. Diario di João e Joana Cruzado. 5ª edizione di Caminho Leya.
- Ana Maria Magalhães, Isabel Alçada. 2012. Un'avventura nel deserto. Editore Leya.
- Ana Maria Magalhães, Isabel Alçada. 2012. Giorno del terremoto. Leya 6ª edizione.
- Ana Maria Magalhães, Isabel Alçada, Hugo Sousa, Pedro Sousa. 2011. Teki è andato a scuola. Redattore Lidel, 45 pagg.
- Ana Maria Magalhães, Isabel Alçada, Sofia Cavalheiro. 2010. Cinque di Ottobre e un impianto della Repubblica. Redattore Assembleia da República, 123 pagg.
- Ana Maria Magalhães, Isabel Alçada, Helena Simas. 2009. I cugini e la strega certosina. Foresta magica. 6ª edizione di Caminho, 27 pagg.
- Ana Maria Magalhães, Isabel Alçada. 2008. Rane, principi e stregoni. Caminho Editor, 41 pagg.
- Ana Maria Magalhães, Isabel Alçada, Clara Boléo. 2006. L' orso giallo: rev. Testo di Clara Boléo. Redattore-Organizzazione Mondiale dell’Educazione prescolare OMEP, Comitato portoghese, 24 pagg.
- Ana Maria Magalhães, Isabel Alçada. 2006. Voglio essere un altro. Collezione Voglio essere. Caminho Editor, 145 pagg.
- Ana Maria Magalhães, Isabel Alçada. 2006. Il palazzo di S. Bento e il parlamento. Redattore Assembleia da República, 75 pagg.
- Ana Maria Magalhães, Isabel Alçada. 2005. C'è un incendio nella foresta. Caminho Editor, 63 PP.
- Ana Maria Magalhães, Isabel Alçada. 2005. Il sapore della libertà. Vol. 9 di Viaggi nel tempo. Arlindo Fagundes illustrato. 4ª edizione di Caminho, 216 pp.
- Ana Maria Magalhães, Isabel Alçada. 2005. Completamente confidenziale. Editore Círculo de Lectores, 205 pagg.
- Ana Maria Magalhães, Isabel Alçada. 2005. Un'avventura a Lisbona. Vol. 22 del collezione di avventure. Caminho 8ª edizione, 163 pp.
- Ana Maria Magalhães, Isabel Alçada. 2005. Un'avventura del cinghiale. Vol. 47 del collezione di avventure. Arlindo Fagundes illustrato. Caminho Editor, 294 pagg.
- Ana Maria Magalhães, Isabel Alçada. 2004. Un'avventura a Porto. Vol. 13 di collezione di avventure. Arlindo Fagundes illustrato. 14ª edizione di Caminho, 167 pp.
- Ana Maria Magalhães, Isabel Alçada. 2004. 25 aprile. Illustrata Sofia Cavalheiro. Redattore Assembleia da República, 71 pagg.
- Ana Maria Magalhães, Isabel Alçada. 2003. Un'avventura nelle feste di Pasqua. Vol. 19 dalla Collezione Uma Aventura. Arlindo Fagundes illustrato. 10ª edizione di Caminho, 160 pp.
- Ana Maria Magalhães, Isabel Alçada. 2003. Un'avventura tra Douro e Minho. Vol. 6 del collezione di avventure. Arlindo Fagundes illustrato. 13ª edizione di Caminho, 186 pp.
- Ana Maria Magalhães, Isabel Alçada. 2003. Un'avventura allarmante. Vol. 7 del collezione di avventure. Arlindo Fagundes illustrato. 12ª edizione di Caminho, 177 pp.
- Ana Maria Magalhães, Isabel Alçada. 2003. Viaggio in India. Vol. 15 di Viagens no tempo. Arlindo Fagundes illustrato. Caminho Editor, 205 pagg.
- Ana Maria Magalhães, Isabel Alçada. 2003. Totalmente Confidenziale. Tradotto in catalano da Ana Maria Magalhães, Salut Colomer. Edizione illustrata di Alfaguara - Grupo Santillana, 179 pp.
- Ana Maria Magalhães, Isabel Alçada, Carlos Marques. 2002. Leggende e segreti dei borghi storici del Portogallo. Redattore della Commissione per la regia del Centro, 96 pagg.
- Ana Maria Magalhães, Isabel Alçada. 2001. Un'avventura in una foresta. Vol. 5 dalla collezione di avventure. Arlindo Fagundes illustrato. 14ª edizione di Caminho, 184 pp.
- Ana Maria Magalhães, Isabel Alçada. 2001. Portogallo: storie e leggende. 3ª edizione di Caminho, 214 pagg.
- Ana Maria Magalhães, Isabel Alçada. 2001. Un'avventura in casa stregata. Vol. 38 di collezione di avventure. 3ª edizione di Caminho, 216 pp.
- Ana Maria Magalhães, Isabel Alçada. 2001. Un'avventura musicale. Vol. 18 del collezione di avventure. Arlindo Fagundes illustrato. 9ª edizione di Caminho.
- Ana Maria Magalhães, Isabel Alçada. 2000. La Terra sarà rotonda? Vol. 5 di Viaggi nel tempo. Arlindo Fagundes illustrato. 5ª edizione di Caminho, 213 pp.
- Ana Maria Magalhães, Isabel Alçada. 2000. Un'avventura a Ribatejo. Vol. 9 di collezione di avventure. Arlindo Fagundes illustrato. 12ª edizione di Caminho, 171 pagg.
- Ana Maria Magalhães, Isabel Alçada. 1999. Diario segreto di Camilla. Libri di giorno e notte. Documenti di sviluppo sociale. 4ª edizione di Caminho, 159 pagg.
- Ana Maria Magalhães, Isabel Alçada. 1995. Un'avventura a Macao. Vol. 35 di collezione di avventure. 5ª edizione di Caminho, 217 pp.
- Ana Maria Magalhães, Isabel Alçada. 1994. Un'avventura nella miniera. Vol. 11 di collezione di avventure. Arlindo Fagundes illustrato. 12ª edizione di Caminho, 142 pagg.
- Ana Maria Magalhães, Isabel Alçada. 1994. I giovani e la lettura alla vigilia del 21 ° secolo. Notebook L'insegnante. Caminho Editor, 219 pagg.
- Ana Maria Magalhães, Isabel Alçada. 1993. Un'avventura per le stelle. Vol. 32 di collezione di avventure. Arlindo Fagundes illustrato. Caminho 7ª edizione, 164 pp.
- Ana Maria Magalhães, Isabel Alçada. 1992. Brasile! Brasile! Vol. 10 di Viaggi nel tempo. Arlindo Fagundes illustrato. 2ª edizione di Caminho, 318 pagg.
- Ana Maria Magalhães, Isabel Alçada. 1992. Storie e leggende dell'Europa. Illustrato Carlos Marques. 4ª edizione ristampata di Caminho, 160 pagg.
- Ana Maria Magalhães, Isabel Alçada. 1991. Musicisti magici. Asa delta Vol. 3. Arlindo Fagundes illustrato. 2ª edizione di Caminho, 120 pp.
- Ana Maria Magalhães, Isabel Alçada. 1990. Un'avventura a Palazzo. Vol. 26 del collezione di avventure. Arlindo Fagundes illustrato. Caminho 8ª edizione, 150 pp.
- Ana Maria Magalhães, Isabel Alçada. 1990. Un'avventura invernale. Vol. 27 del collezione di avventure. Caminho Editor, 170 pagg.
- Ana Maria Magalhães, Isabel Alçada. 1989. Un'avventura in grandi fiere. Vol. 23 di collezione di avventure. Arlindo Fagundes illustrato. Caminho 8ª edizione, 144 pp.
- Ana Maria Magalhães, Isabel Alçada. 1987. Il tappeto magico. Caminho Editor, 148 pagg.
- Ana Maria Magalhães, Isabel Alçada. 1987. Un'avventura a teatro. Vol. 20 del collezione di avventure. IX edizione di Caminho, 182 pp.
- Ana Maria Magalhães, Isabel Alçada. 1985. Un'avventura in corso. Vol. 14 di collezione di avventure. Arlindo Fagundes illustrato. Caminho 8ª edizione, 179 pp.
- Ana Maria Magalhães, Isabel Alçada. 1984. Un'avventura a Évoramonte. Vol. 10 del collezione di avventure. 12ª edizione di Caminho, 186 pp.
- Ana Maria Magalhães, Isabel Alçada. 1982. Un'avventura nelle feste di Natale. Vol. 2 del collezione di avventure. Arlindo Fagundes illustrato. Caminho 17ª edizione, 189 pp.